# Íngrid Betancourt
Íngrid Betancourt Pulecio (Bogotá, 25 de diciembre de 1961) es una politóloga y política colombofrancesa. 
Durante la década de 1990 se desempeñó primero en la Cámara de Representantes de Colombia, donde alcanzó un alto reconocimiento por su actividad contra la corrupción política, abogando por una salida pacífica del conflicto armado de su país. Después de renunciar al Partido Liberal tras haberlo denunciado en la crisis conocida como Proceso 8.000, postuló por el Partido verde Oxígeno al Senado en las elecciones legislativas del año 1998, siendo electa con la primera mayoría nacional. Renunció a su escaño en 2001 para postularse a la presidencia de su país en las elecciones del año 2002.
El 23 de febrero de 2002, en momentos que se dirigía a la zona de distensión establecida por el entonces presidente Andrés Pastrana con el fin de realizar conversaciones de paz con la guerrilla de las Fuerzas Armadas Revolucionarias de Colombia - Ejército del Pueblo (FARC-EP), fue secuestrada junto a su acompañante y asesora Clara Rojas. Aunque todas las autoridades le advirtieron a Ingrid que no viajara porque había mucho peligro ella decidió ir a costa de lo que fuera y luego culpar al gobierno y a la Fuerza Pública pública por no llevarla en helicóptero. Su secuestro, el cual ocurrió tan solo tres días después del secuestro del entonces presidente de la comisión de paz Jorge Géchem Turbay y de la ruptura de los Diálogos de paz, y que tuvo una duración de seis años, cuatro meses y nueve días, mantuvo en vilo a Colombia, así como a Francia y otros países. Durante su cautiverio sufrió los rigores de su reclusión en zonas selváticas del país andino. El caso ganaría crecientes sentimientos de solidaridad, convirtiéndose en una cause célèbre. Su situación dio un dramático vuelco el 2 de julio de 2008, cuando miembros de la Fuerza Pública realizaron una operación de inteligencia militar que tuvo como resultado su liberación junto con tres contratistas estadounidenses y once miembros del Ejército Nacional que habían permanecido secuestrados, algunos por más de diez años. La liberación por medio de la llamada Operación Jaque constituyó un triunfo político para el gobierno de Álvaro Uribe, y también para su ministro de defensa, Juan Manuel Santos, quién resultaría elegido Presidente de Colombia dos años más tarde.
Betancourt ha recibido varias distinciones internacionales. En mayo de 2008, aún cautiva, fue declarada presidenta de honor del congreso internacional de los Partidos Verdes, que tuvo lugar en São Paulo. Igualmente recibió la Legión de Honor francesa en el grado de Caballero y fue propuesta por la presidenta de Chile Michelle Bachelet para el Premio Nobel de la Paz. En 2008 obtuvo el Premio Príncipe de Asturias de la Concordia. El 30 de noviembre de 2008 fue designada embajadora y vocera de los familiares de secuestrados de Colombia.
En el mes de enero de 2009 personalidades italianas volvieron a proponer su nombre para el Premio Nobel de la Paz ante el Comité del Premio Nobel en Oslo. En 2010 presentó un recurso en el marco de la ley de protección a las víctimas del terrorismo ante el Estado colombiano por 15.000 millones de pesos por los perjuicios ocasionados durante su cautiverio, dicha demanda fue retirada después de que se generara una gran reacción negativa frente a la opinión pública, el gobierno y otras autoridades, Betancourt dijo haberse arrepentido de dicha demanda y dijo que era una demanda simbólica que buscaba que otras víctimas del secuestro pudieran acceder a los reclamos. También declinó una indemnización propuesta por el Fondo de Garantías para las Víctimas del Estado francés tras una solicitud de reparación que había presentado.

## Biografía
Hija del político conservador Gabriel Betancourt, quien fuera Ministro de Educación durante el régimen militar de Gustavo Rojas Pinilla- y de Yolanda Pulecio, quien fuera reina de belleza y representante a la Cámara por Bogotá. Betancourt cursó sus estudios de secundaria en el Liceo Francés de Bogotá y más tarde Ciencia Política en Francia en el Instituto de Estudios Políticos de París (popularmente conocido como Sciences Po), se especializó en comercio exterior y relaciones internacionales. Vivió varios años en París donde su padre se desempeñaba como embajador ante la Unesco. Allí conoció a su primer marido, el diplomático francés Fabrice Delloye, con quien se casó en 1981, en virtud de lo cual obtuvo la ciudadanía francesa, y se separó en 1990. De este matrimonio tuvo dos hijos, Mélanie y Lorenzo.

## Trayectoria política
Regresó a Colombia en 1989 después del asesinato del líder liberal y candidato presidencial Luis Carlos Galán, de quien su madre Yolanda había sido colaboradora y amiga. Se divorció en 1990 y se unió al Partido Liberal, inicialmente desempeñándose como asesora del Ministro de Hacienda Rudolf Hommes, y de Comercio Exterior, Juan Manuel Santos, durante el gobierno de César Gaviria.
En 1994, obtuvo sin dificultad el nombramiento del Partido Liberal para las elecciones parlamentarias, con la influencia de su madre, ella misma senadora.
Betancourt obtiene 15.800 votos que le permitieron salir elegida, allí se destacó por sus denuncias en contra de la corrupción. Junto con los parlamentarios María Paulina Espinosa, Guillermo Martínez Guerra y Carlos Alonso Lucio, formaron un bloque que se conoció como «Los cuatro mosqueteros» y que hizo importantes denuncias de corrupción. Betancourt inicialmente apoyó al presidente liberal Ernesto Samper, pero más tarde sería una de sus más fuertes contradictorias al destaparse el escándalo del proceso 8.000, que revelaba la filtración de dineros de las mafias del narcotráfico del Cartel de Cali en la financiación de la campaña política que llevó a Samper a la presidencia. Durante esta época y junto con Guillermo Martínez Guerra realizó una huelga de hambre en el Congreso de la República para protestar por la conformación de la Comisión de Acusaciones de la Cámara que absolvió al presidente Samper dentro del escándalo. Betancourt continuaría denunciando en el Congreso los vínculos entre la clase política y los narcotraficantes, razón por la cual recibió en 1996 varias amenazas de muerte por lo que toma la decisión de enviar a sus hijos fuera del país a vivir con su padre. Igualmente se enfrentó a sus copartidarios cuando en marzo de 1997, en medio de una convención del liberalismo gritó "En el Partido Liberal hay intereses mafiosos" y continuó “Desde hace muchos años el Partido Liberal viene teniendo unas relaciones vergonzosas con los delincuentes del país". Íngrid fue abucheada y sacada del recinto.
Para las elecciones de 1998 dejó el Partido Liberal y fundó el Partido Verde Oxígeno, afín a los partidos verdes europeos aunque su principal bandera fue la lucha contra la corrupción.
En 1998 llega al Senado de la República con la votación más alta del país, más de 150.000 votos, durante su gestión como parlamentaria lideró el referendo contra la corrupción con el objetivo de realizar una Reforma Política anticlientelista. Sin embargo esta posibilidad se frustró después de que más de 500 mil firmas fueran anuladas por la Registraduría. Para esta época decide respaldar la candidatura presidencial de Andrés Pastrana con el compromiso de que este realice la Reforma Política una vez que alcance el poder. Pastrana incumplió su promesa e Íngrid dijo haberse sentido traicionada.
Betancourt se casó por segunda vez con el publicista colombiano Juan Carlos Lecompte. Durante este período escribe el libro La Rage au cœur, (La rabia en el corazón), originalmente publicado en francés, sobre su visión de la corrupción durante el gobierno de Ernesto Samper. El libro fue un "bestseller" en Francia mientras que en Colombia fue muy criticado. El expresidente Samper demandó la publicación del libro en Francia por considerar que presentaba acusaciones sin fundamento en su contra buscando que el libro fuera retirado del mercado. Un tribunal de París resolvió que el libro incluyera la nota de protesta de Samper pero no prohibió su publicación.
En las elecciones regionales de 1999 el Partido Verde Oxígeno obtiene su mayor logro con la alcaldía del municipio de San Vicente del Caguán en Caquetá, parte de la Zona de Distensión en la cual el gobierno celebraba diálogos con la guerrilla de las FARC-EP.
Durante su carrera política, Ingrid despertaría el interés en la opinión pública por su lenguaje directo e irreverente denunciando la corrupción de los grandes caciques políticos del país, y por su forma simbólica de hacer política, desligada de la clase política tradicional, además de la huelga de hambre que realizó en el Congreso, también son recordados los episodios en los que repartió condones en las calles argumentando que "la corrupción es el sida de la política en Colombia" y Viagra para "parar a los corruptos", así como el momento en que daba a conocer su programa montada en una Chiva y cuando inició su campaña a la presidencia dándole tres besos a la estatua del libertador Simón Bolívar en la Plaza de Bolívar de Bogotá.

### Aspiración presidencial
En 2001 renunció a su escaño en el Senado aduciendo que aquel era un "nido de ratas" y presentó su aspiración para llegar a la presidencia en la campaña de 2002 por el partido Verde Oxígeno. En dicha campaña, con su acostumbrado estilo polémico, no ahorró calificativos para sus adversarios Horacio Serpa y Álvaro Uribe Vélez, del primero cuestionó el haber estado involucrado en el escándalo de corrupción del proceso 8.000 “¿Cómo una persona que estuvo alcahueteando lo que estaba sucediendo en el gobierno de Samper puede hoy en día decir que quiere luchar contra la corrupción?” dijo. Mientras del segundo cuestionó sus supuestos vínculos con el paramilitarismo: “Yo diría que Álvaro Uribe tolera los asesinatos en Colombia como un método de enfrentar la guerrilla”. De igual forma a la candidata Noemí Sanín le reclamaba el presentarse como candidata independiente mientras hacía alianzas con políticos tradicionales como Fabio Valencia Cossio. No obstante, Ingrid presentaba un respaldo bajo en las encuestas al momento de ser secuestrada. en parte debido a que la publicación de su libro La rabia en el corazón que había tenido gran acogida en Francia, había generado polémica en Colombia en detrimento de la imagen de Betancourt, puesto que según sus críticos afectaba la "buena imagen" del país en el exterior. A la vez que se imponía Uribe, el candidato considerado de mano dura frente a la guerrilla tras los evidentes fracasos de los diálogos de paz del Caguán del Gobierno Pastrana.
Como aspirante presidencial asistió a una reunión con los jefes guerrilleros de las FARC-EP en una sesión especial con los candidatos por invitación del gobierno en la zona de distensión, allí sentada frente a algunos de los principales miembros del secretariado les increpó por la práctica del secuestro y pidió que acabaran definitivamente con dicho método. Que liberaran a todos los secuestrados. Que sin ese paso, la paz y la reconciliación entre los colombianos no era posible.

## Secuestro

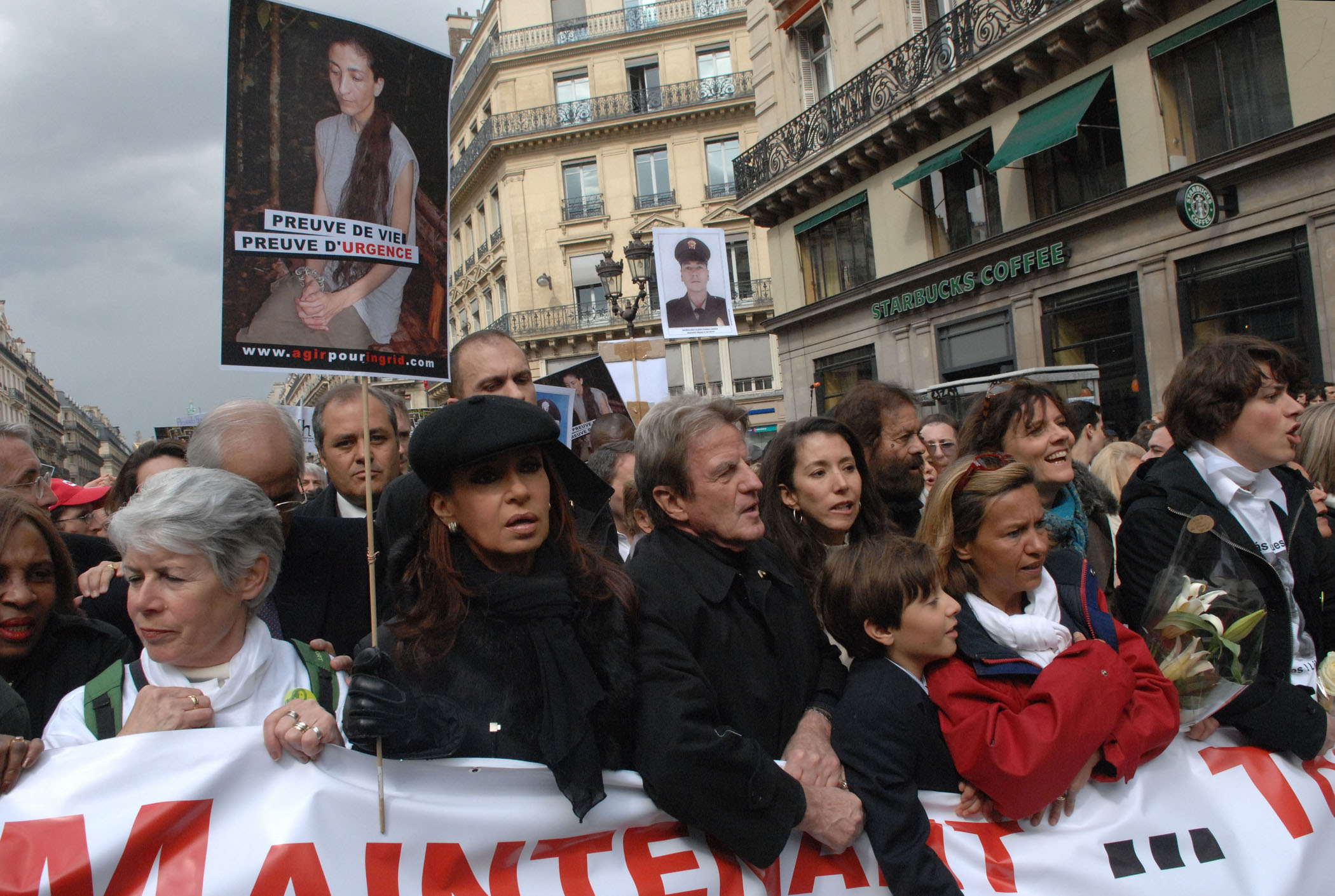
Manifestación en Francia pidiendo la liberación de Betancourt. Al frente sosteniendo el cartel, Cristina Kirchner, expresidenta de Argentina.

Al suspenderse los diálogos con las FARC-EP en febrero de 2002 como consecuencia del secuestro del vuelo comercial HK3951 en el que viajaba el presidente de la comisión de paz Jorge Eduardo Gechem y quien fuera secuestrado en el hecho, el gobierno de Pastrana ordena la retoma de la llamada Zona de Distensión por parte del ejército.
Para el 23 de febrero, el presidente Pastrana viaja a San Vicente del Caguán con el objetivo de reconocer la presencia de la Fuerza Pública nuevamente en el municipio y convoca una rueda de prensa internacional. Ingrid Betancourt, en medio de su propia campaña presidencial decide hacer acto de presencia, según dijo, para solidarizarse con el pueblo de San Vicente y acompañar a su alcalde quien había sido elegido por el partido de Betancourt y a quien había prometido acompañar en las buenas y en las malas. El gobierno da la orden de retirar el grupo de escoltas a cargo de la seguridad de la candidata presidencial[cita requerida]
Ingrid parte hacia San Vicente del Caguán, por tierra desde Florencia, ya que no se le había permitido viajar en un helicóptero militar que se desplazaba hacia aquel lugar. Como lo había anunciado el gobierno, la operación militar Tanatos permitía un gran despliegue de tropas en la zona y el sobrevuelo constante de helicópteros militares sobre la carretera. Cuando el vehículo de Betancourt pasa un retén del Ejército Nacional a la salida de Florencia, los soldados verifican los documentos de identificación de los pasajeros, pero no se oponen a que siga su ruta, así como tampoco lo hacen con los demás vehículos que transitan por el retén. Adelante del vehículo de Betancourt pasan por el mismo retén militar un jeep de la Cruz Roja, un taxi y una moto. Después de avanzar varios kilómetros, justo en una zona cercana donde 14 meses atrás, se produjo el asesinato de presidente de la Comisión de Paz de la Cámara de Representantes Diego Turbay Cote, Ingrid y su jefe de debate Clara Rojas son detenidas y secuestradas por guerrilleros de la Columna Móvil Teófilo Forero de las FARC-EP. Los demás pasajeros son subidos en un vehículo diferente y fueron liberados a las pocas horas. Los entonces ministros de Justicia e Interior declararon ante los medios que la candidata era responsable de su secuestro.[cita requerida] El Partido Verde Oxígeno se declaró sorprendido por estas afirmaciones y respondió en un comunicado: "Reclamamos al Gobierno que asuma su responsabilidad en la búsqueda de la liberación de Ingrid, no sólo porque es su obligación garantizar el ejercicio de la democracia, sino también porque fue por su negligencia que la candidata tuvo que transportarse por tierra hacia San Vicente del Caguán".
Desde el cautiverio, Betancourt se referiría así a las afirmaciones que la señalaban como responsable de su secuestro: 

“Se le ha dicho a la opinión pública que fuimos irresponsables, que fuimos imprudentes y que por lo tanto somos culpables de estar aquí secuestradas. Eso es mucha crueldad o mucha ignorancia. Añadir a lo que hemos vivido ese tipo de comentarios”.

Junto con otros congresistas y políticos secuestrados por las FARC-EP, el secuestro de Betancourt y Rojas fue catalogado como político. Junto con varios militares secuestrados desde el gobierno de Ernesto Samper, las FARC-EP esperan canjear estos secuestrados por guerrilleros detenidos en prisiones colombianas, en lo que se ha denominado un Acuerdo Humanitario.
Los políticos y militares canjeables en diciembre de 2007 eran 46 según la Fundación País Libre, de los cuales 20 eran policías, 14 militares, nueve políticos y tres estadounidenses algunos de ellos liberados a inicios del año 2008 (Operación Emmanuel) y otros que fueron rescatados junto con Betancourt en julio del mismo año (Operación Jaque); sin embargo, estos no eran los únicos secuestrados por las FARC. Dicha organización también realizaba secuestros extorsivos (por dinero), siendo mucho mayor el número de estos secuestrados que el de secuestrados canjeables. Según cifras del año 2006 de la ONG Fundación Nueva Esperanza, las FARC-EP tenían secuestrados a 1.100 personas de diversas nacionalidades de todo tipo de condición social, reclamando dinero a cambio de su devolución.

### Primeras pruebas de supervivencia

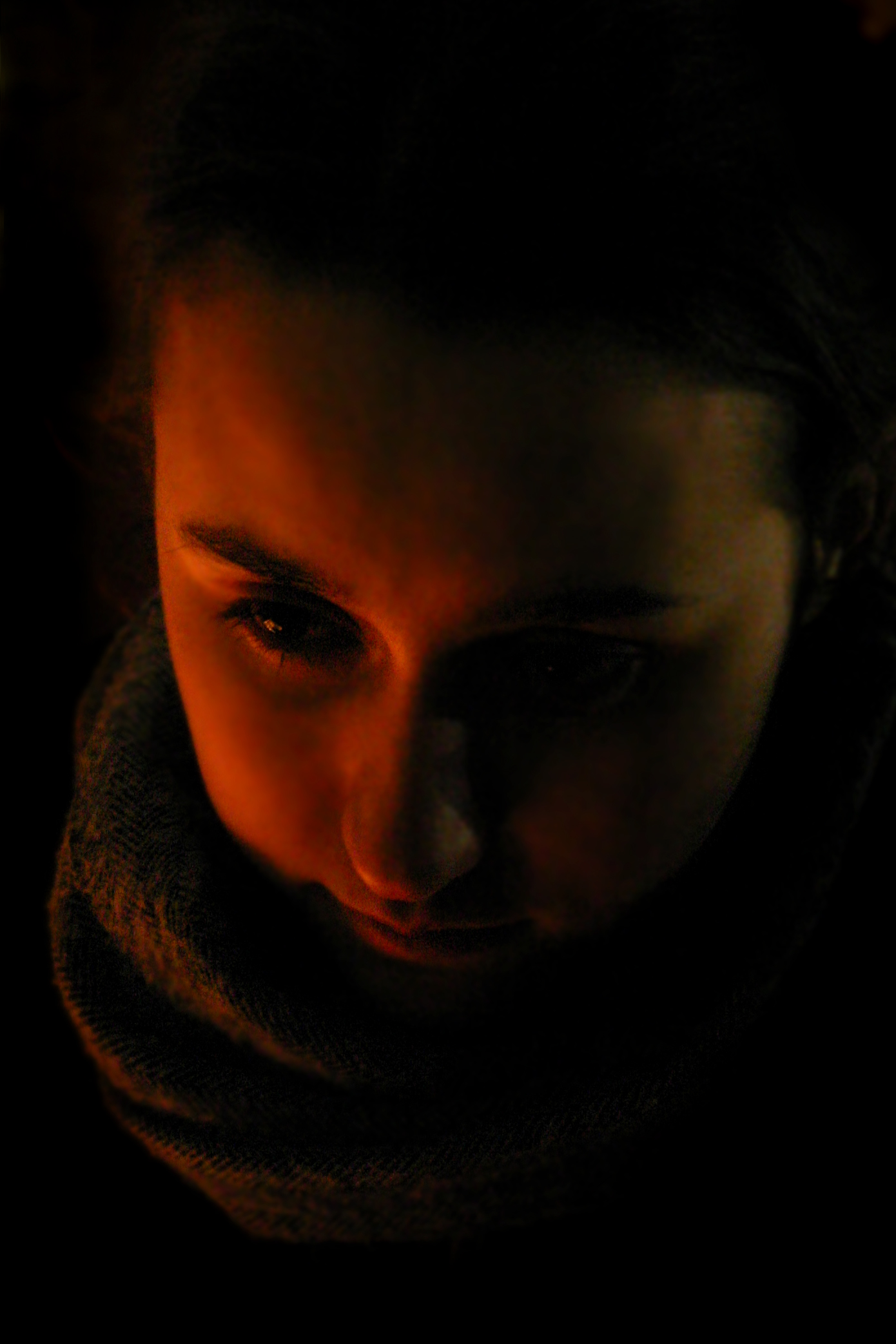
Mélanie Delloy, hija de Betancourt, durante una manifestación en Francia en 2005 conmemorando el tercer año de secuestro de su madre.

El 23 de julio de 2002, cinco meses después de su retención, el informativo Noticias Uno reveló un vídeo en el que se conocieron las primeras imágenes de la excandidata durante su cautiverio, en estas pruebas de supervivencia aparecía Betancourt junto a Clara Rojas. Aparentemente el video había sido grabado en mayo, 11 días después de las elecciones presidenciales que había ganado Álvaro Uribe. Allí Betancourt criticaba la indiferencia del gobierno de Andrés Pastrana frente a los secuestrados y reiteraba que debía viajar a San Vicente del Caguán a acompañar a los habitantes de esta zona puesto que les había prometido estar con ellos en las buenas y en las malas desde que Néstor León Ramírez, un miembro de su movimiento había resultado electo. Dijo además que hubo negligencia por parte del gobierno que conocía su propósito y no le había permitido viajar en un helicóptero militar que se desplazaba hacia la zona y a cambio le había facilitado un vehículo del DAS pero que a los escoltas les habían dado la orden de no acompañarla. También pidió al procurador Edgardo Maya Villazón abrir una investigación sobre las circunstancias que rodearon su secuestro.
En octubre de 2003 se conoció un nuevo vídeo, en esta ocasión Betancourt no estaba acompañada de Clara Rojas, en este vídeo Betancourt hablaba sobre la posibilidad de un rescate militar pero siempre y cuando se hagan “milimétricamente y bajo la responsabilidad del presidente de la República” y también plantea la necesidad de un acuerdo humanitario. Después de este vídeo no se volvieron a tener pruebas de vida ni noticias sobre Íngrid y Clara, tan solo existían diferentes rumores que iban desde que Betancourt había muerto hasta que padecía el síndrome de Estocolmo y se había unido a la guerrilla, todo lo cual se vería desvirtuado más tarde. En el 2006 el periodista Jorge Enrique Botero en su libro "Últimas noticias de la guerra" reveló que Raúl Reyes, uno de los comandantes de las FARC-EP había confirmado el rumor de que Clara Rojas había tenido un hijo varón con un guerrillero raso, noticia que fue tomada con escepticismo en su momento aunque se confirmaría tiempo después.

### Posible localización, febrero de 2007
En febrero de 2007, el presidente Álvaro Uribe Vélez declaró a la prensa francesa que, "si bien hasta el momento lo que hay son rumores sin confirmar, existe una información reciente de que la ex candidata presidencial podría encontrarse fuera del país". En sus declaraciones también le pidió al gobierno francés colaboración tecnológica para dar con su paradero y pidió a ese país no oponerse al rescate militar de los secuestrados. "Iván Márquez", del secretariado de las FARC-EP, desmintió dichas declaraciones, asegurando que ella se encontraba todavía en Colombia. Las afirmaciones de Márquez se confirmaría meses después con las declaraciones de uno de los compañeros de cautiverio de Betancourt que logró fugarse.

### Prueba de supervivencia, mayo de 2007
El 17 de mayo de 2007, el policía Jhon Frank Pinchao llegó a la ciudad de Bogotá después de haberse fugado de un campamento de las FARC-EP en Vaupés. Afirmó haber sido compañero de cautiverio de Ingrid Betancourt durante dos años y haberla visto por última vez el 28 de abril, pocos días antes de su fuga, y confirmó que Clara Rojas tenía un hijo fruto de la relación con un guerrillero sin mando y que el niño se llamaba Emmanuel, dijo además que, los guerrilleros eran quienes criaban al niño y ocasionalmente dejaban a Clara verlo, razón por la que ella sufría mucho. También confirmó que Betancourt estaba en un grupo diferente al de Rojas y que la excandidata presidencial había estado enferma de hepatitis y que había intentado fugarse cinco veces sin éxito, en una ocasión habría logrado escapar pero fue recapturada a los 5 días y después de ese hecho le impusieron como castigo llevar una cadena en el cuello durante las 24 horas, aunque después le fue levantado ese castigo. Dijo que por dichos intentos se le habían suprimido a Betancourt por períodos el acceso a la radio y a la prensa y que eran constantes sus enfrentamientos verbales con los guerrilleros. El uniformado agregó que Íngrid se encontraba en buen estado de salud, que leía, escribía y recorta todas las noticias de los periódicos que llegan a ella. Tras hablar con Pinchao, Juan Carlos Lecompte, esposo de la candidata, manifestó que "Ingrid se encuentra bien de salud, hace ejercicios físicos a diario y duerme encadenada del cuello sobre una cama hecha de ramas” y añadió que era tratada como un animal.

### Pruebas de supervivencia, noviembre de 2007
El 30 de noviembre de 2007, días después de que el gobierno diera por terminada la gestión del presidente venezolano Hugo Chávez y la senadora Piedad Córdoba para lograr el acuerdo humanitario, el gobierno colombiano informó que se habían incautado a milicias urbanas de las FARC-EP en Bogotá junto con las pruebas de supervivencia de Ingrid Betancourt y otros secuestrados. La prueba de vida de Íngrid, según el gobierno colombiano, data del 24 de octubre de 2007. En dichas pruebas se podía apreciar a Ingrid demacrada y cabizbaja. Entre las pruebas se encontraba una carta dirigida a su madre, que fue filtrada irregularmente a los medios, en la que relataba su situación en cautiverio, la pérdida de las ganas de seguir adelante, y daba agradecimientos y consejos a amigos y familiares. La carta además hacía un paralelo entre la esclavitud contra la que Abraham Lincoln combatió y la situación de los secuestrados.

### Revelaciones sobre el cautiverio
Varios detalles de su vida en cautiverio se revelaron después de que varios de los que la acompañaron recuperaron su libertad. Uno de los eventos más traumáticos fue el enterarse de la muerte de su padre quien falleció días después de su secuestro pero ella se enteró un año después. Otro de los hechos relatados han sido sus intentos de fuga, como ya lo había hecho saber el subintendente Pinchao después de recuperar su libertad. Betancourt había intentado fugarse en varias ocasiones, según información del subintendente y de Luis Eladio Pérez, Betancourt y Clara Rojas habían intentado fugarse en tres ocasiones pero habían terminado de nuevo recapturadas, situación por la cual fueron atadas durante un tiempo a una misma cadena. La relación entre Rojas y Betancourt se deterioró mucho durante el tiempo que permanecieron juntas. Luego de ser separada de Rojas, Betancourt se intentó fugar una vez más con Luis Eladio Pérez con quien alcanzó a estar 6 días en libertad hasta que fueron recapturados. Dicho intento provocó que los guerrilleros decidieran ponerle una cadena al cuello a pesar de los intentos de Ingrid por impedirlo. Por su constante rebeldía frente a sus captores era castigada y maltratada. Después de conocidas las pruebas de supervivencia de noviembre de 2007 se le atribuyó un mayor deterioro psicológico y desinterés por seguir luchando por su libertad y por su vida.
Tres estadounidenses capturados por las FARC-EP y liberados junto a Betancourt revelaron en un libro polémicos detalles de sus cinco años de cautiverio, declarando como manipulaban a los secuestrados, haciéndoles creer que el campamento era suyo, poniendo en peligro las vidas de los norteamericanos.
La relación de Ingrid con Clara Rojas tampoco fue la mejor, y esta la acusó entre otras cosas de ser la culpable de su secuestro y la causante de que la separasen de su hijo.

### Gestiones para su liberación

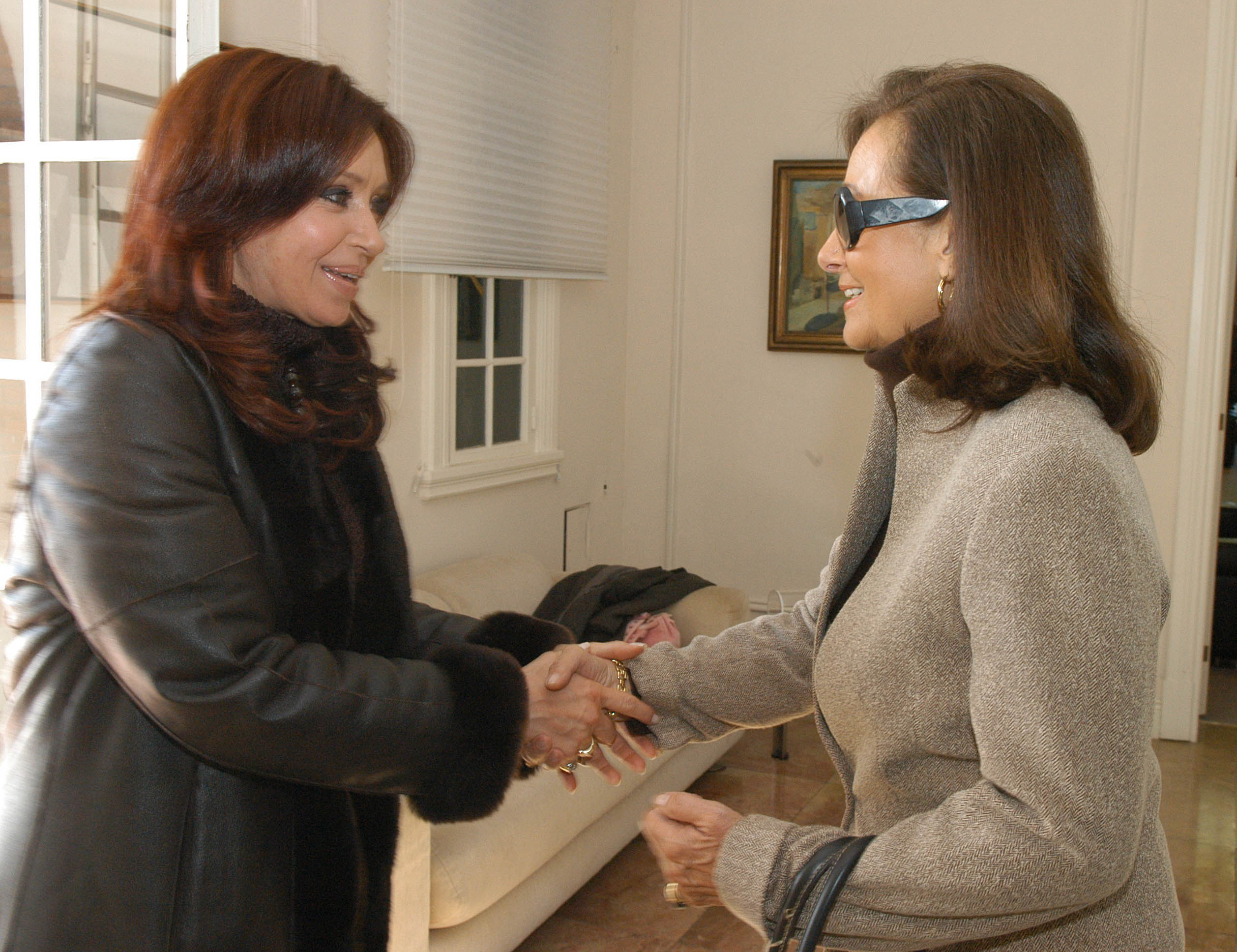
Yolanda Pulecio (der.), madre de Ingrid Betancourt se reunió con diferentes líderes mundiales buscando apoyo para la liberación de su hija, aquí junto a Cristina Kirchner (izq).

Íngrid Betancourt se consideraba para entonces como una de las personas que hubiese entrado dentro de un posible acuerdo humanitario entre el gobierno colombiano y la guerrilla de las FARC-EP. El presidente de Francia Nicolas Sarkozy adelantó conversaciones con la familia de Betancourt y con el gobierno colombiano con el fin de lograr su liberación.
Las negociaciones entre el gobierno francés y la guerrilla se vieron obstaculizadas por el gobierno colombiano, que quería concentrarse en la opción militar. El enviado francés Noël Saez, encargado de las negociaciones para la liberación de Ingrid Betancourt, declaró: "Tenemos la desagradable impresión de que el presidente Álvaro Uribe nos utiliza [...]. Corremos el riesgo de perder la confianza de las FARC, que observan con escepticismo que, tras cada una de nuestras incursiones en sus zonas, sus campamentos son bombardeados por las fuerzas regulares. (...) A pesar de todas nuestras precauciones, el ejército nos utiliza para llegar a las FARC.
El gobierno colombiano permitió que la senadora Piedad Córdoba y el presidente de Venezuela Hugo Chávez, participaran como facilitadores para el acuerdo humanitario en agosto de 2007. El gobierno suspendió unilateralmente dichas gestiones el 21 de noviembre de 2007, argumentando que el presidente Chávez se había comunicado con un alto mando militar colombiano a pesar de que el presidente Uribe se lo había negado previamente. La decisión de interrumpir la mediación causó un incidente diplomático entre los dos países. Días después se conocieron, al ser interceptados sus portadores por las fuerzas militares colombianas, las pruebas de supervivencia que habían anunciado los facilitadores Chávez y Córdoba. Más tarde las FARC-EP anunciaron que liberarían a Clara Rojas, a su hijo Emmanuel y a la exrepresentante Consuelo González de Perdomo como desagravio al presidente Chávez.
El operativo para concretar la liberación se conoció como Operación Emmanuel. Un comunicado de las FARC-EP dado a conocer por el presidente venezolano responsabilizó de las demoras para la liberación a la presencia de actividades militares en la zona. Las FARC-EP, en otro comunicado, admitieron que no tenían en su poder al pequeño, quien fue hallado en el Instituto Colombiano de Bienestar Familiar. Más tarde vendría la liberación de Consuelo Gonzáles de Perdomo y Clara Rojas quien logró reunirse con su hijo. El día 27 de febrero de 2008, las FARC-EP liberaron a Luis Eladio Pérez, Gloria Polanco, Orlando Beltrán Cuéllar y Jorge Eduardo Gechem Turbay. Entre las declaraciones de Luis Eladio Pérez, se menciona la gravedad del estado de salud de Íngrid Betancourt, la cual según el liberado, estaba aún peor que como se veía en la última prueba de supervivencia. Al conocerse su grave estado de salud el presidente francés Nicolas Sarkozy dijo que estaría dispuesto a ir hasta la selva en la frontera colombo venezolana si era necesario, para lograr su liberación.
Mientras tanto los familiares de Ingrid, su madre Yolanda, su hermana Astrid, su esposo Juan Carlos Lecompte, su exesposo Fabrice Delloye y sus hijos Melanie y Lorenzo continuaron realizando manifestaciones y gestiones para lograr su liberación.

#### Rumores sobre su estado de salud
En marzo de 2008 se conocieron rumores sobre la salud de Betancourt que fueron ampliamente difundidos por la prensa. Decían que había sido vista en centros de salud de lejanas poblaciones rurales custodiada por numerosos guerrilleros y que se encontraba en grave estado de salud por padecer hepatitis B, leishmaniasis y otras enfermedades, además de un estado de depresión profunda que ponían en alto riesgo su vida. El gobierno anunció entonces que estaría dispuesto a liberar a guerrilleros presos a cambio de Betancourt además de anunciar que el gobierno francés estaba dispuesto a recibir a los guerrilleros que entregaran prisioneros en su poder.

### Rescate
El 2 de julio de 2008, Íngrid Betancourt fue rescatada por el Ejército Nacional bajo la dirección del gobierno de Álvaro Uribe Vélez en una zona selvática del departamento del Guaviare de Colombia en una operación de inteligencia militar denominada "Operación Jaque", junto a tres ciudadanos estadounidenses y siete miembros del Ejército Nacional de Colombia y cuatro miembros de la Policía Nacional de Colombia.
Para la noche de ese mismo día, participó en una conferencia de prensa junto a los demás rescatados (excepto los 3 norteamericanos, quienes fueron trasladados de inmediato a Estados Unidos) organizada por el presidente Uribe, y contó con la presencia de todos los ministros del gobierno y los comandantes de las Fuerzas Militares de Colombia. Los rescatados dieron testimonios de su cautiverio, de su liberación y exhortaron a las FARC-EP a alcanzar la paz.
La Radio Suisse Romande reportó sobre un supuesto pago de 20 millones de dólares a alias "César" por la liberación de Betancourt y los demás secuestrados La cancillería francesa rechazó oficialmente que su gobierno hubiese realizado cualquier pago. El Comandante de las Fuerzas Militares de Colombia negó cualquier pago del gobierno colombiano y afirmó que, en caso de haber pagado, habría sido mejor comunicarlo para desmoralizar a las FARC-EP.

## Después del cautiverio

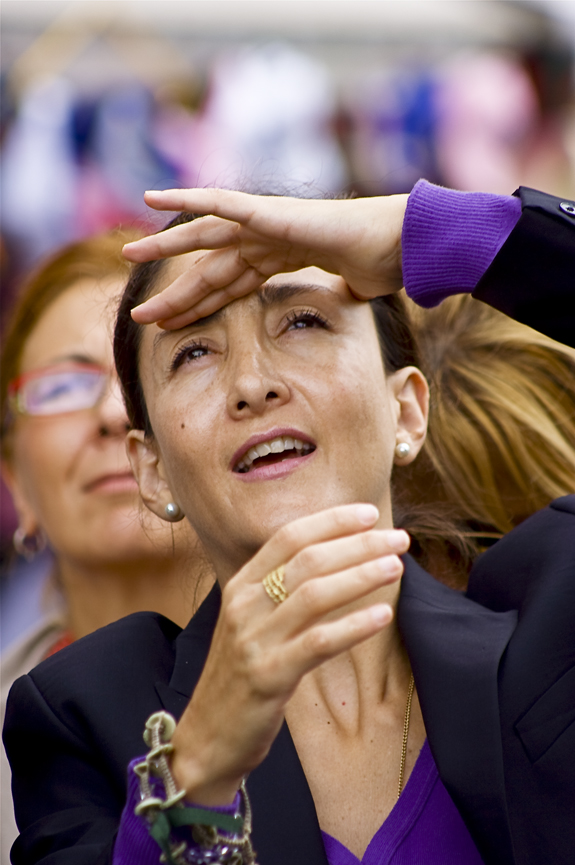
Betancourt en Roma tras su liberación (octubre de 2008).

Después de su liberación, Ingrid Betancourt se trasladó con su familia a Francia, dedicándose a trabajar por las víctimas del terrorismo y en especial por quienes aún permanecían en poder de las FARC-EP, manifestó que no descansaría hasta que todos quienes permanecían en cautiverio por esa guerrilla recobraran su libertad y que símbolo de ello sería su cabello el cual no se cortaría hasta que el último de los secuestrados fuera liberado. Betancourt continuó enviando reiterados mensajes a Alfonso Cano y a sus hombres para que buscaran caminos de paz. Más tarde anunció que se retiraría de la vida política. 

Creo que la política contamina, le quita pureza a las acciones que uno quiera emprender desde el corazón y rebaja las aspiraciones de servir a los demás. No quisiera estar metida en una contienda electoral. No quiero estar en un espacio donde hay polarización y división.

Betancourt realizó varios encuentros con líderes mundiales como Ban Ki-moon, Rodríguez Zapatero, Benedicto XVI y Giorgio Napolitano y recibió varios reconocimientos entre ellos la Legión de Honor en el grado de caballero, otorgada por el presidente francés Nicolás Sarkozy. Betancourt declaró que dedicaba el galardón a "todos los que sufrieron", "los que no volvieron" y "los que siguen cautivos". La recepción fue organizada en los jardines del Palacio del Elíseo tras el desfile militar del 14 de julio que celebra la Toma de la Bastilla.
En septiembre de 2008 mientras Betancourt se encontraba en Nueva York participando en un foro de Naciones Unidas a favor de las víctimas del terrorismo se anunció que había sido ganadora del Premio Príncipe de Asturias de la Concordia porque «personifica a todos aquellos que en el mundo están privados de libertad por la defensa de los derechos humanos y la lucha contra la violencia terrorista, la corrupción y el narcotráfico», según la Fundación Príncipe de Asturias.
Días después, el gobierno chileno manifestó que había postulado oficialmente a Betancourt al Premio Nobel de Paz como ya lo había anunciado la presidenta Michelle Bachelet meses atrás, quien entonces manifestó que estaba impresionada por la fortaleza de Betancourt.
La gira americana de Betancourt la llevó a visitar los presidentes Cristina Fernández, Michelle Bachelet, Alan García, Evo Morales, Lula Da Silva para lograr su apoyo en la búsqueda de la liberación de los demás rehenes y terminó en Caracas donde se reunió con el presidente Hugo Chávez a quien agradeció los esfuerzos llevados a cabo en su liberación y la del resto de rehenes de las FARC-EP afirmando que, sin dicho esfuerzo, dicha liberación "posiblemente jamás se hubiese realizado".
El 9 de julio de 2010 se dio a conocer un recurso de indemnización interpuesto ante el gobierno colombiano, en la cual ella y su familia piden al Ministerio de Defensa 13.000 millones de pesos (unos 8.390.670 de dólares aproximadamente) por los perjuicios ocasionados durante su cautiverio, por medio de la ley de protección de víctimas Esto causó malestar y sorpresa en la Presidencia, en el Ejército Nacional y a gran parte del pueblo colombiano. El gobierno denunció que Betancourt estaba atacando ante la justicia a los soldados que la habían liberado. La demanda suscitó asimismo una fuerte oleada de rechazo contra Betancourt ante la opinión pública. En una entrevista televisada, el 11 de julio Betancourt expresó que la suma era simbólica, y que su objetivo era denunciar la responsabilidad del gobierno de Andrés Pastrana, que le habría retirado sus guardaespaldas y negado un cupo en el helicóptero presidencial, provocando el viaje por tierra durante el cual fue secuestrada. Más tarde se mudó a Inglaterra y realizó un Doctorado  en Teología en la Universidad de Oxford.

## Regreso a la política en Colombia
En 2018 Betancourt regresó a Colombia a respaldar al candidato presidencial Gustavo Petro del movimiento Colombia Humana quien se enfrentaba al candidato Iván Duque en segunda vuelta electoral.
En 2021, Betancourt nuevamente regresó a Colombia para respaldar la Coalición Centro Esperanza para las elecciones presidenciales de 2022. Betancourt también solicitó la readjudicación de la personería jurídica de su movimiento político Partido Verde Oxígeno que a su vez otorgó el aval al exgobernador de Boyacá Carlos Andrés Amaya para ser precandidato a la presidencia representando a dicho partido dentro de la coalición.
En enero de 2022 Betancourt anunció su candidatura a la presidencia para competir dentro de la Coalición Centro Esperanza. Dentro de ella, fue acusada de causar división entre sus integrantes y terminó renunciando para aspirar de manera independiente. Días después, se retiró de la contienda debido al bajo respaldo a su candidatura, la cual apenas registraba el 0.5% de intención de voto.
Tras su retiro decidió respaldar al candidato Rodolfo Hernández, quien perdió en segunda vuelta contra Gustavo Petro.

## Obras publicadas
- Si sabía: viaje a través del expediente de Ernesto Samper (1996)
- La rabia en el corazón (2001)
- Cartas a mamá desde el infierno (2008)
- No hay silencio que no termine (2010)
- La línea azul (2014)[78]
- Una conversación pendiente (con Juan Manuel Santos y Juan Carlos Torres) (2021)[79]